# Масловице (гмина)
Масловице (пол. Masłowice) — сельская гмина (волость) в Польше, входит как административная единица в Радомщанский повет, Лодзинское воеводство. Население — 4416 человек (на 2004 год).

## Соседние гмины
1. Гмина Гожковице
2. Гмина Кобеле-Вельке
3. Гмина Кодромб
4. Гмина Ленки-Шляхецке
5. Гмина Пшедбуж
6. Гмина Ренчно
7. Гмина Вельгомлыны